# This Toilet Earth
This Toilet Earth è il quarto album in studio del gruppo rock-satirico statunitense GWAR, pubblicato nel 1994.

## Tracce
1. Saddam a Go-Go – 2:30 (Dave Brockie/Mike Bishop/Mike Derks)
2. Penis I See – 2:55 (Brockie/Bishop/Derks)
3. Eat Steel (Vocals by Beefcake the Mighty) – 1:28 (Bishop/Brockie)
4. Jack the World – 2:24 (Brockie/Bishop/Derks)
5. Sonderkommando – 4:54 (Brockie/Bishop/Derks)
6. Bad Bad Men – 3:08 (Brockie/Bishop/Derks)
7. Pepperoni – 1:41 (Brockie/Bishop/Derks)
8. The Insidious Soliloquy of Skulhedface (Vocals by Skulhedface) – 5:16 (Scott Krahl/Bishop/Derks)
9. B.D.F. – 2:23 (Brockie/Bishop/Derks)
10. Fight (Vocal by Beefcake the Mighty) – 0:56 (Brockie/Bishop)
11. The Issue of Tissue (Spacecake) – 3:11 (Brockie/Bishop/Pete Lee)
12. Pocket Pool – 2:27 (Brockie/Bishop/Derks)
13. Slap U Around – 2:39 (Brockie/Jim Thompson/Derks)
14. Krak Down – 3:22 (Brockie/Derks/Bishop/Derks)
15. Filthy Flow – 2:14 (Brockie/Bishop/Derks/Lee)
16. The Obliteration of Flab Quarv 7 – 2:42 (Brockie/Bishop/Derks/Lee)